# Raffaele Cadorna
Raffaele Cadorna (ur. 9 lutego 1815 w Mediolanie, zm. 6 lutego 1897 w Turynie) – włoski generał, jeden z przywódców procesu jednoczenia Włoch, głównodowodzący wojsk zdobywających Państwo Kościelne w 1870 roku.

## Życiorys
Urodził się w piemonckim Mediolanie. Począwszy od 1832 roku uczył się w szkole wojskowej w Turynie, w 1840 roku wstąpił do korpusu inżynieryjnego i dowodził, od marca 1848 do sierpnia 1849 roku, grupą ochotników w tym korpusie, którzy zostali sformowani w batalion wysłany na front wojny przeciw Austrii. Była to jedna z wojen o niepodległość Włoch.
Cadorna walczył w wojnie krymskiej, następnie w bitwie pod Solferino, w 1859 roku dosłużył się stopnia pułkownika.
W tym samym roku został ministrem wojny w republikańskim rządzie Toskanii. Jako generał służył w korpusie walczącym przeciw Austrii w wojnie siedmiotygodniowej z 1866 roku. Następnie prowadził ofensywę włoską w Państwie Kościelnym i zdobył Rzym 20 września 1870 roku. Po tej kampanii został mianowany senatorem.
Wkrótce później opuścił funkcje publicznie i osiadł w Toskanii, zmarł 6 lutego 1897 w Turynie.

## Twórczość
- Il generale Raffaele Codorna nel risorgimento italiano,
- La liberazione di Roma Nell'anno 1870[1].